# Rue Fanny-Peccot
Pour les articles homonymes, voir Peccot.
La rue Fanny-Peccot est une voie de Nantes, en France.

## Situation et accès
Située dans le centre-ville de Nantes, la rue Fanny-Peccot, qui relie la place Saint-Vincent à la place de l'Hôtel-de-Ville, est bitumée et ouverte à la circulation automobile. Elle rencontre la rue Fléchier.

## Origine du nom
La voie rend hommage à Françoise-Élisabeth Peccot (1819-1896), bienfaitrice de Nantes, fille de l'architecte Louis Peccot, et nièce de Mathurin Peccot, architecte également (celui-ci sera notamment l'auteur de l'arc de triomphe qui, jusqu'en 1962, marqua l'entrée de l'hôtel de ville - plus précisément du manoir de Derval).

## Historique
L'Ordre des pauvres dames est fondé en 1212 par Claire d'Assise. Les religieuses de cet ordre sont appelées Clarisses ou Saintes-Claires. Le 23 mars 1456, le duc Pierre II de Bretagne et son épouse Françoise d'Amboise achètent l'« hôtel de Rochefort ». Cette vaste demeure et son terrain, situés à l'angle des actuelles rues Saint-Vincent et Fénelon, sont acquis par les souverains pour fonder le couvent des « Saintes-Claires », qui héberge à son ouverture des religieuses en provenance du monastère de Decize.
Lors de la Révolution, en octobre 1792, les religieuses sont expulsées. Le couvent est transformé en prison, de mars 1793 à janvier 1795, et prend le nom de prison des Saintes-Claires.
Vers 1797, la « petite rue Saint-Vincent » est percée sur le terrain de l'ancien couvent. Peu à peu démantelé, l'établissement disparaît définitivement en 1898. Cette année-là, la voie est prolongée vers la place de l'Hôtel-de-Ville, et reçoit le nom de rue Fanny-Peccot.
Le nom de la rue, attribué le 12 juillet 1898. 
Lors de la Seconde Guerre mondiale, la rue est fortement touchée par le bombardement du 16 septembre 1943. Le nord-ouest de la rue est détruit. Les bâtiments ne sont pas reconstruits, comme les autres bâtiments détruits autour de la place de l'Hôtel-de-Ville, ce qui permet la création du square Amiral-Halgan.
Depuis juin 2006, le fronton de l'immeuble situé à l'extrémité nord-ouest de la voie est orné d'une vaste fresque intitulée « Le toucan à bec caréné », œuvre du peintre nantais Alain Thomas. Il s'agit d'une reproduction d'une œuvre qui se trouvait deux ans auparavant place Aimé-Delrue, mais supprimée à la suite de la construction d'un immeuble.